# Noctuelia flaviceps
Noctuelia flaviceps là một loài bướm đêm trong họ Crambidae.